# Effondrement de l'auvent de la gare de Novi Sad
L'effondrement de l'auvent de la gare de Novi Sad est un accident qui se produit le 1er novembre 2024 vers 11 h 50 à la gare de Novi Sad en Serbie. La chute de la structure en béton, sur la façade de la gare, qui venait pourtant d'être rénovée dans l'année, entraine la mort de quatorze personnes, dont un enfant de six ans, trois jeunes sont très grièvement blessés. Parmi les victimes identifiées, huit sont des citoyens de Serbie, et une personne vient de Macédoine du Nord.
L'effondrement donne lieu à des manifestations de masse, principalement d'étudiants contre la corruption, d'abord à Novi Sad puis s'étendant à Belgrade et dans d'autres villes de Serbie, provoquant une grave crise politique dans le pays et entrainant la démission du Premier Ministre. 

## Contexte
En 2021 est annoncé un plan de rénovation et d'extension de la gare dans le cadre des efforts du gouvernement serbe pour revitaliser et moderniser l'infrastructure ferroviaire du pays, avec l'introduction de trains rapides. La rénovation comprend la mise à niveau des voies, la construction d'une nouvelle plateforme et la rénovation complète du bâtiment principal, avec des ascenseurs supplémentaires pour les personnes à mobilité réduite. Les travaux commencent en septembre 2021.
Une des conditions de la rénovation est le démantèlement du pont Boško Perošević (en) et la reconstruction du pont ferroviaire Žeželj, selon le plan d'Alexandar Bojović, construit par un consortium international JV Azvi - Taddei - Horta Coslada International. La rénovation de la gare est réalisée par des entreprises chinoises, française et hongroise — China Railway International, China Communications Construction Company (CCCC), Egis et Utiber — dans le cadre du projet de ligne Budapest–Belgrade (en), qui fait partie d'un plan plus large pour développer un réseau ferroviaire vers l'étranger.
Le bâtiment rénové de la gare ouvre ses portes le 19 mars 2022, avec une ligne moderne à grande vitesse atteignant 200 km/h entre Belgrade et Novi Sad.

## Accident
Le 1er novembre 2024, vers 11 h 50, l'auvent au-dessus de l'entrée principale de la gare de Novi Sad s'effondre. Quatorze personnes sont tuées dans l'accident, dont un enfant de six ans, et trois autres sont blessées.
L'ingénieur civil Danijel Dašić déclare que l'auvent s'est effondré à cause de structures en verre et en cuivre supplémentaires qui ont été ajoutées lors de la rénovation.

## Réactions

### Réactions des autorités
Le gouvernement serbe déclare le 2 novembre 2024 comme jour de deuil, tandis que Novi Sad est déclarée en deuil pendant trois jours. La république serbe de Bosnie déclare également un jour de deuil.
Le président serbe Aleksandar Vučić réclame la tenue d'une enquête sur la responsabilité politique et pénale pour l'accident. Le consortium chinois qui a exécuté les travaux de rénovation déclare que l'auvent ne faisait pas partie de ceux-ci. Le ministre des Transports, de la Construction et des Infrastructures, le ministre du Commerce et le directeur de la Société publique des chemins de fer serbes démissionnent à la suite de l’accident.
Le 30 décembre 2024, treize personnes sont inculpées. Dans un communiqué, le bureau du procureur général de Novi Sad annonce avoir visé plusieurs responsables, dont l’ancien ministre des Infrastructures, son adjoint, ainsi que les concepteurs et superviseurs du projet de reconstruction du toit de la gare. « L’acte d’accusation a été déposé […] en raison de soupçons justifiés selon lesquels ils ont commis une infraction grave contre la sécurité publique, provoqué un danger général […] et (pour) avoir réalisé des travaux de construction irréguliers et inappropriés ».

### Mouvement de protestation
À partir du 1er novembre, jour de l'accident, des manifestations d'ampleur et des grèves ont lieu dans toute la Serbie. Le mouvement réunit jusqu'à plusieurs dizaines de milliers de personnes en même temps, en particulier des étudiants.